# River Highlands State Park
River Highlands State Park ist ein State Park im US-Bundesstaat Connecticut auf dem Gebiet der Gemeinde Cromwell am Westufer des Connecticut River.

## Geographie
Der Park liegt an einem Prallhang des Connecticut River. Das Ufer steigt sehr schnell von 5 m bis auf 46 m (150 ft) über dem Meer an. Ein kleiner, namenloser Bach, der von einem Teich im TPC River Highlands Golf Club gespeist wird, schlängelt sich durch die Hochfläche und stürzt dann auf etwa 100 m länge in einer Klinge zum Connecticut River hinab. Wenige hundert Meter südlich liegt das Silvio O. Conte National Fish and Wildlife Refuge.

## Freizeitaktivitäten
Der Park bietet Möglichkeiten zum Wandern und malerische Ausblicke über den Fluss. darüber hinaus ist er einer von vier State Parks, in denen Bootswanderer einfache Camping-Möglichkeiten finden.